# لوتشو برموديز
لوتشو برموديز (بالإسبانية: Lucho Bermúdez) هو ملحن كولومبي، ولد في 25 يناير 1912 في إل كارمن دي بوليفار في كولومبيا، وتوفي في 23 أبريل 1994 في بوغوتا في كولومبيا بسبب نوبة قلبية.

## وصلات خارجية
- لوتشو برموديز على موقع IMDb (الإنجليزية)
- لوتشو برموديز على موقع ميوزك برينز (الإنجليزية)
- لوتشو برموديز على موقع ديسكوغز (الإنجليزية)